# Плёсс
Плёсс — село в Мокшанском районе Пензенской области. Административный центр Плесского сельсовета.

## География
Находится в северной части Пензенской области на расстоянии приблизительно 8 км на запад-северо-запад от районного центра поселка Мокшан на левом берегу реки Мокша.

## История
Основано помещиком в Завальном стане Пензенского уезда около 1700 году. В 1710 году здесь 26 дворов крестьян князя Михаила Григорьевича Ромодановского. В 1747 году — село Марфы Андреевны Вельяминовой-Зерновой. В 1782 году — село Покровское (Плесо) Ирины Ивановны Бекетовой. Перед отменой крепостного права показано за Михаилом Петровичем Обуховым, 300 ревизских душ крестьян, 25 ревизских душ дворовых. В 1877 году — в Михайловской волости, 119 дворов, каменная Вознесенская церковь, построенная в 1823 году, 3 лавки, 6 красилен, базар по четвергам, ярмарка. На углах ограды церкви — 4 башни, в которых размещались сторожка, усыпальница, кладовая и церковная лавка. В 1896 году — церковноприходская школа. В 1910 году — село Плес Михайловской волости, 163 двора, церковь, церковноприходская школа, 4 синильных заведения, 2 кузницы, 14 кирпичных сараев, 2 трактира, 3 лавки. В 1955 году — центральная усадьба колхоза «Заветы Ильича», в 1980-е годах работал совхоз «Плесский». В 2004 году — 193 хозяйства.

## Население
| 1710 | 1719  | 1747 | 1782 | 1864 | 1897 | 1910 |
| ---- | ----- | ---- | ---- | ---- | ---- | ---- |
| 139  | ↘112  | ↗700 | ↘406 | ↗758 | ↗918 | ↘908 |
| 1926 | 1930  | 1939 | 1959 | 1979 | 1989 | 1996 |
| ↗934 | ↗1032 | ↘621 | ↘420 | ↗489 | ↗564 | ↗572 |
| 2002 | 2010  |      |      |      |      |      |
| ↘539 | ↘502  |      |      |      |      |      |